# Башкирський державний медичний університет
Башки́рський державний медичний університет (БДМУ) — один із провідних медичних університетів Росії, розташований в столиці Башкортостану — Уфі.

## Історія
Інститут був створений 1932 року спочатку розташовувався на 2-му поверсі і у напівпідвалі будівлі № 47 школи ФЗО по вулиці Фрунзе. Пізніше всі ці будівлі були передані інституту, був збудований гуртожиток на 600 місць, новий навчальний корпус. Першими викладачами були В. М. Романкевич, С. З. Лукманов, З. А. Ісханов, А. С. Давлетов, І. С. Немков, Г. Н. Масленніков, Є. Н. Грібанов та М. А. Абдульменев. 1933 року в інституті були відкриті кафедра гістології, кабінети іноземних мов та воєнознавство, які очолив лікар В. М. Романкевич, викладачі В. А. Романкевич та Р. І. Сафаров. Того ж року інститут отримав звання «імені 15-річчя ВЛКСМ». 1934 року були відкриті кафедри нормальної фізіології (професор Н. С. Спаський), мікробіології (професор С. А. Белявцев), патологічної фізіології (лікар В. А. Самцов), оперативної хірургії (лікар В. М. Романкевич), фармакології (доцент І. А. Лерман), клінічні кафедри пропедевтики внутрішніх хвороб (професор Д. І. Татаринов), загальної хірургії (доцент І. Д. Аникін).
1937 року відбувся випуск перших лікарів. Станом на 1938 рік інститут мав 32 кафедри, які очолювали 9 професорів та 23 доценти. Того ж року інститут випустив першу збірку наукових праць. 1941 року на базі інституту розмістився евакуйований 1-й Московський медичний інститут зі своїми студентами і викладачами. Строк навчання був скорочений до 4 років. На кінець 1965 року в інституті було 22 доктори та 102 кандидати наук, і вже станом на 1970 рік інститут став великим багатопрофільним вузом. 2012 року інститут почав видавати вісник БДМУ. 2013 року до інститут був приєднаний Уфимський медичний коледж, який став його структурним підрозділом.

## Структура
Факультети:
- Лікарський факультет
- Педіатричний факультет
- Фармацевтичний факультет
- Стоматологічний факультет
- Медико-профілактичний факультет
- Мікробіологічний факультет
- Факультет соціальної роботи

Інститут післядипломної освіти.

## Викладацький склад
- Ганцев Шаміль Ханафійович — онколог, доктор медичних наук, професор, заслужений діяч науки Росії
- Загідуллін Шаміль Заріфович — терапевт, доктор медичних наук, професор, заслужений діяч науки Росії
- Лазарєва Діна Наумівна — фармаколог, доктор медичних наук, професор, лауреат Державної премії Росії
- Максимов Геннадій Григорович — токсиколог, спеціаліст гігієни праці, доктор медичних наук, професор, заслужений лікар Башкортостану
- Терегулов Геніатулла Нігматуллович — терапевт, доктор медичних наук, професор, заслужений лікар Росії

## Ректори
- 1932–1937 — Трайнін С. М.
- 1937–1940 — Чубуков А. В.
- 1940–1947 — Пандіков Г. А.
- 1947–1965 — Іванов А. А.
- 1965–1973 — Іхсанов З. А.
- 1973–1982 — Лоцманов Ю. А.
- 1982–1988 — Сахаутдінов Венер Газізович
- 1988–1994 — Камілов Фелікс Хусаїнович
- 1994–2011 — Тімербулатов Віль Мамілович
- 2011-нині — Павлов Валентин Миколайович